# Dongria Kondh
Los kondh son un pueblo adivasi (indígena) de la India. Los dongria kondh son un subgrupo de los kondh. A diferencia de otros pueblos tribales de la India, los dongria kondh son muy buenos horticultures, cultivando en las colinas de Niyamgiri. La mayoría de ellos vive en el estado de Orissa, en los distritos de Rayagada, Koraput y Kalahandi. 
Se considera que los kondh son una etnia descendiente de los protoaustraloides. Sus lenguas nativas conforman el grupo konda-kui de las familia de lenguas dravídicas. Usan la escritura oriya, una forma de escritura devanagari. Los kondh son expertos de la vida en el campo y muestran una gran adaptabilidad a su entorno forestal. No obstante, debido a los cambios en la educación, las instalaciones sanitarias, irrigaciones, las plantaciones, las megaobras de desarrollo, minas y plantas industriales, su forma tradicional de vivir, sus costumbres de organización política y económica, sus normas, sus valores y su visión del mundo están cambiando dramáticamente.
=
Los dongria kondh viven en la meseta de las colinas de Niyamgiri. Se llaman a sí mismos jharnia que significa “los que viven al lado de los jharana (los arroyos)”. Cientos de arroyos perennes bajan de la montaña Niyamgiri y hay cientos de aldeas de los dongria kondh al lado de los arroyos. Ellos son los protectores de estos arroyos, colinas y selvas y son reverenciados por los pueblos de las llanuras cercanas. Habitan en las zonas de Kalyansinghpur, Kashipur, Bissamcuttack y Muniguda. 
Se les llama dongria o habitantes de donger (“colina” en oriya) y les encanta vivir en las montañas debido a su economía y cultura. Las colinas de Niyamgiri donde viven los dongria están cubiertas de grandes bosques naturales y son hogar de muchas especies raras como la ardilla malabar y la lagartija dorada.

## Economía
Tienen una economía de subsistencia que se basa en la búsqueda de alimentos, la caza y la recolección, pero ahora dependen ante todo de la agricultura de subsistencia, con métodos como, por ejemplo, la rotación de cultivos o la agricultura de tala y quema o podu chasa, como se llama allí. Los dongria kondh son excelentes cultivadores de frutas. La característica más destacada de los dongria kondh es que se han adaptado a la horticultura y cultivan en abundancia piñas, naranjas, cúrcuma, jengibre y papaya. También se encuentran grandes cantidades de árboles frutales del bosque como mango y jaca, que forman la mayor parte de la alimentación de los dongria.

## Sociedad
La familia dongria suele ser nuclear, aunque también se encuentran familias extendidas. Las mujeres tienen mucho valor por su contribución tanto fuera como dentro de la casa. Están en pie de igualdad con los hombres en tareas como la construcción de casas o la agricultura. Ellas se ocupan de todas las tareas domésticas, entre ellas traer agua de los lejanos arroyos, cocinar, servir la comida a cada miembro de la familia, cultivar, cosechar. Debido a esto es característico de los dongria que los padres de la novia reciban un dinero por ella cuando ésta se casa. Sin embargo, la familia es patrilineal y patrilocal.
Los dongria practican la poligamia de forma habitual. Por costumbre, el matrimonio se hace entre miembros de clanes distintos, que es una forma de evitar el tabú del incesto. El clan o puja es exogámico, lo que implica matrimonios fuera del propio clan, pero dentro del pueblo kondha. 
Los dongria tienen un dormitorio para chicas y chicos adolescentes, que forma parte de su aculturación y proceso educativo. Durante la noche las chicas duermen en el dormitorio (daa sala) y aprenden cantando y bailando los tabúes sociales, mitos, leyendas, historias, enigmas y proverbios. De esta manera se inician en la feminidad sagrada.
Para los dongria el adorno personal es importante. Por eso tanto los hombres como las mujeres llevan horquillas, pendientes, anillos para el cuello, anillos para las manos hechos de latón, hierro e hindalyum fabricados por ellos mismos o adquiridos en los mercados locales. Ambos sexos practican el tatuaje corporal.

## Creencias religiosas
Las creencias de los dongria se basan en el sincretismo y el animismo. A su panteón pertenecen tanto dioses hindúes como los suyos propios. Los dioses y las diosas siempre se asocian a varios fenómenos naturales, objetos, árboles, animales, etc. Existen dioses para cualquier objeto. Los más importantes son el dios de la tierra, Dharani Penu, y el dios de la Montaña Nyam Dongar, el creador que sustenta a los dongria. Por ejemplo hay un dios para la calle de delante y uno para la calle de detrás de la casa, uno para la cocina, uno para el salón, uno para instrumentos, etc. En la sociedad dongria el incumplimiento de una conducta religiosa por cualquier miembro de la sociedad provoca la cólera de los espíritus en forma de falta de lluvia, arroyos que se desbordan, destrucción de los productos forestales y otras calamidades naturales. En consecuencia, el derecho consuetudinario, las normas, los tabúes y valores son observados estrictamente y su incumplimiento acarrea duros castigos, según la gravedad del crimen cometido. Como en cualquier cultura, las prácticas éticas de los dongria refuerzan las prácticas económicas que definen su identidad. De esta manera, el carácter sagrado de las montañas perpetua la socioeconomía del pueblo y su territorialidad, mientras que culturas no indígenas no perciben la problemática de la deforestación y la minería a cielo abierto.

## Organización social
Para el control social de la comunidad y a nivel regional (Muttha) existen líderes religiosos hereditarios como el mondal (líder secular), el jani (líder religioso), el bejuni (hechicero) y el barik (mensajero). Ellos coordinan y deciden en sus encuentros dónde se llevará a cabo el castigo, lo que va acompañado por apaciguamiento, seguido de sacrificios de búfalos y gallos. El castigo o multa se puede pagar en efectivo o en especie y puede llevar a ostracismo de la comunidad en caso de no obedecer. 

## La lucha contra Vedanta
La compañía minera británica Vedanta Resources proyecta desde muchos años, construir una mina de bauxita en el corazón de las tierras indígenas de la tribu, a pesar de la fuerte oposición de los Dongria.
En 2008 Survival International, el movimiento mundial por los pueblos indígenas, lanzó una campaña en apoyo a la lucha de los Dongria Kondh y publicó un cortometraje con el título La Mina: historia de una montaña sagrada, que retrata su difícil situación.
Después de crecientes protestas en India y en otros países del mundo, varios accionistas de Vedanta decidieron vender sus acciones. Entre ellos se contaba también la Iglesia de Inglaterra, la cual declaró que la compañía “no mostró el nivel de respeto por los derechos humanos y las comunidades locales que nos esperábamos”.
En 2013 el Tribunal Supremo de la India reconoció los derechos de los Dongria Kondh sobre las colinas de Niyamgiri y ordenó que las aldeas interesadas en el proyecto fueran consultadas: el voto contrario a la apertura de la mina fue unánime. Se espera todavía la decisión final del Ministro del Ambiente de la India.